# Gold Cup 2015
Navigation
États-Unis 2013 États-Unis 2017
La Gold Cup 2015 est la 13e édition de la Gold Cup. Elle est co-organisée par les États-Unis et le Canada qui accueille pour la première fois la compétition avec deux matches à Toronto.
En outre, les 4 meilleures équipes (venant après les États-Unis, le Mexique, le Costa Rica (vainqueur de la Copa Centroamericana 2014) et la Jamaïque (vainqueur de la Coupe caribéenne des nations 2014), directement qualifiés), participent ultérieurement à un barrage pour qualifier les deux dernières équipes participant à la Copa América Centenario, qui a lieu aux États-Unis, en 2016.
Parmi les nouveautés, on peut citer le retour du match pour la 3e place, absent depuis l'édition de 2003. En outre, le Mexique et la Jamaïque participent à la fois à la Gold Cup 2015 et à la Copa América 2015.
Les vainqueurs de la Gold Cup 2015 (Mexique) et de la Gold Cup 2013 (États-Unis), se rencontrent ultérieurement pour décider du représentant de la CONCACAF à la Coupe des confédérations 2017.

## Barrage

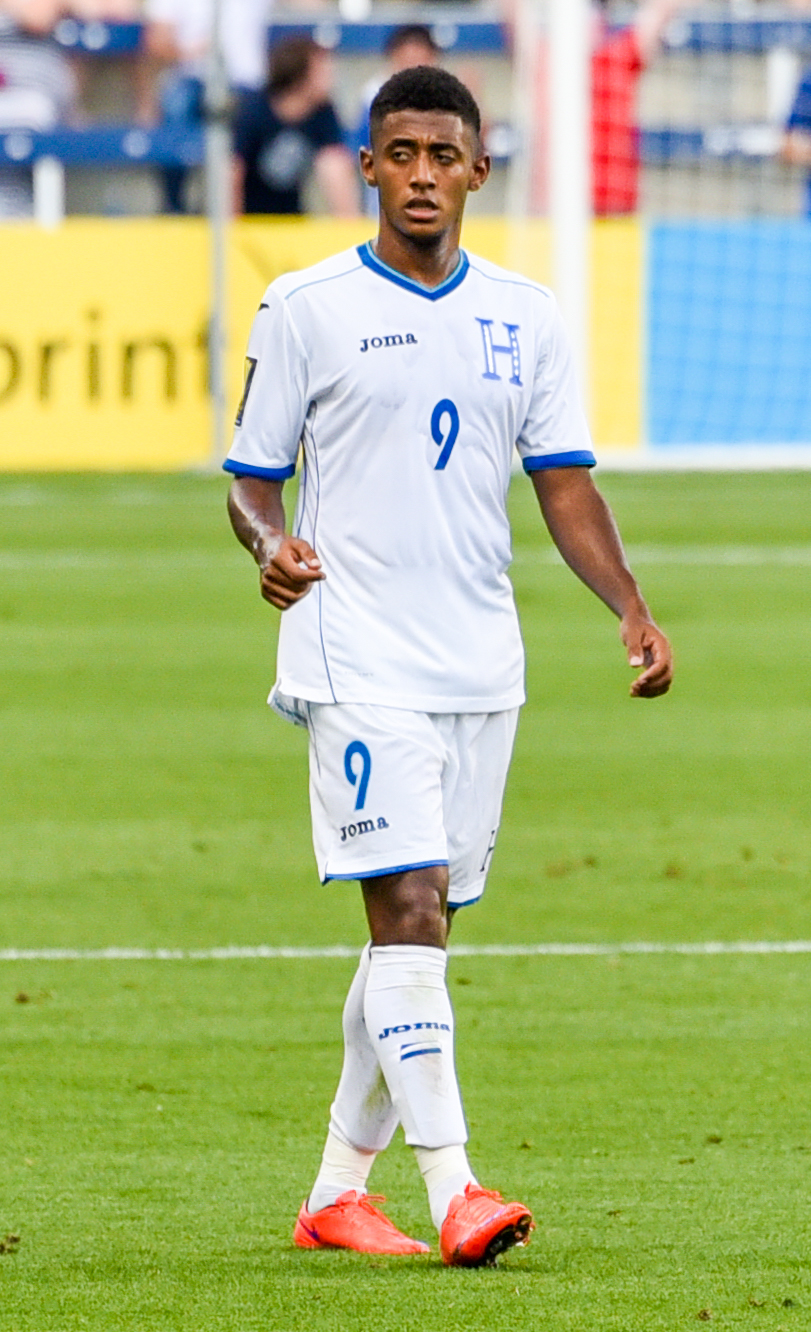
Antony Ruben Lozano Colon

En mars 2015, un barrage aller-retour est organisé entre les équipes classées cinquièmes de la Copa Centroamericana 2014 et de la Coupe caribéenne des nations 2014 (le Honduras et la Guyane respectivement) afin de déterminer le dernier qualifié pour la Gold Cup 2015.
| Équipe 1 | Résultat | Équipe 2 | Aller | Retour |
| -------- | -------- | -------- | ----- | ------ |
| Guyane   | 3 - 4    | Honduras | 3 - 1 | 0 - 3  |

| 25 mars 2015 | Guyane                      | 3 – 1   | Honduras     | Stade Edmard-Lama, Remire-Montjoly |                         |
|              | Torvic 25e · Privat 27e 62e | (2 - 1) | 17e Bengtson | Arbitrage : César Ramos            | Arbitrage : César Ramos |

| 29 mars 2015 | Honduras                   | 3 – 0   | Guyane | Estadio Olímpico Metropolitano, San Pedro Sula |                         |
|              | Najar 30e 32e · Lozano 44e | (3 - 0) |        | Arbitrage : Mark Geiger                        | Arbitrage : Mark Geiger |

## Nations participantes

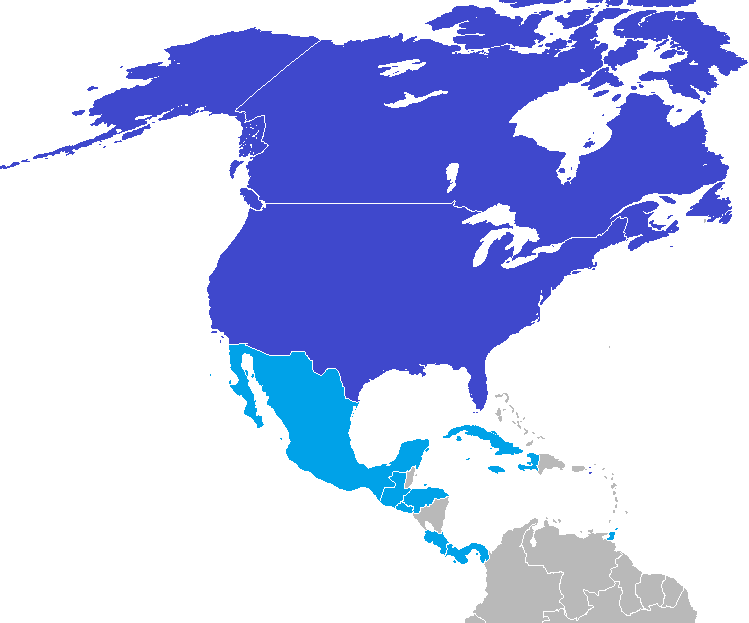
Nations participantes à la Gold Cup 2015.

| Équipe                                                                                 | Qualification               | Nombre de participations |
| Amérique du Nord                                                                       | Amérique du Nord            | Amérique du Nord         |
| -------------------------------------------------------------------------------------- | --------------------------- | ------------------------ |
| États-Unis                                                                             | D'office                    | 13e                      |
| Mexique                                                                                | D'office                    | 13e                      |
| Canada                                                                                 | D'office                    | 12e                      |
| Caraïbes - équipes qualifiées par le biais de la Coupe caribéenne des nations 2014     |                             |                          |
| Jamaïque                                                                               | Vainqueur                   | 9e                       |
| Trinité-et-Tobago                                                                      | Finaliste                   | 9e                       |
| Haïti                                                                                  | Troisième                   | 6e                       |
| Cuba                                                                                   | Quatrième                   | 9e                       |
| Amérique Centrale - équipes qualifiées par le biais de la Coupe UNCAF des nations 2014 |                             |                          |
| Costa Rica                                                                             | Vainqueur                   | 12e                      |
| Guatemala                                                                              | Finaliste                   | 10e                      |
| Panama                                                                                 | 3e                          | 7e                       |
| Salvador                                                                               | 4e                          | 9e                       |
| Honduras                                                                               | Vainqueur barrage interzone | 12e                      |

## Les stades
Le 16 décembre 2014, la CONCACAF annonce que treize villes ont été retenues afin d'accueillir les matches du tournoi.
| East Rutherford               | Charlotte | Atlanta | Baltimore | Philadelphie            |
| ----------------------------- | --- | --- | --- | ----------------------- |
| MetLife Stadium               | Bank of America Stadium | Georgia Dome | M&T Bank Stadium | Lincoln Financial Field |
| Capacité : 82,566             | Capacité : 74,455 | Capacité : 74,228 | Capacité : 71,008 | Capacité : 69,176       |
| Quarts de finale              | Groupe C | Demi-finales | Quarts de finale | Finale                  |
|                               | | | |                         |
| Foxborough                    | [[Fichier:Usa edcp (+HI +AK) location map.svg\|715px\|{{#if:\|{{{alt}}}\|Gold Cup 2015 est dans la page États-Unis.]]Carson Glendale Frisco Houston Kansas City Chicago Toronto Atlanta Charlotte Baltimore Philadelphie East Rutherford Foxborough Chester Gold Cup 2015 (États-Unis) | [[Fichier:Usa edcp (+HI +AK) location map.svg\|715px\|{{#if:\|{{{alt}}}\|Gold Cup 2015 est dans la page États-Unis.]]Carson Glendale Frisco Houston Kansas City Chicago Toronto Atlanta Charlotte Baltimore Philadelphie East Rutherford Foxborough Chester Gold Cup 2015 (États-Unis) | [[Fichier:Usa edcp (+HI +AK) location map.svg\|715px\|{{#if:\|{{{alt}}}\|Gold Cup 2015 est dans la page États-Unis.]]Carson Glendale Frisco Houston Kansas City Chicago Toronto Atlanta Charlotte Baltimore Philadelphie East Rutherford Foxborough Chester Gold Cup 2015 (États-Unis) | Chicago                 |
| Gillette Stadium              | [[Fichier:Usa edcp (+HI +AK) location map.svg\|715px\|{{#if:\|{{{alt}}}\|Gold Cup 2015 est dans la page États-Unis.]]Carson Glendale Frisco Houston Kansas City Chicago Toronto Atlanta Charlotte Baltimore Philadelphie East Rutherford Foxborough Chester Gold Cup 2015 (États-Unis) | [[Fichier:Usa edcp (+HI +AK) location map.svg\|715px\|{{#if:\|{{{alt}}}\|Gold Cup 2015 est dans la page États-Unis.]]Carson Glendale Frisco Houston Kansas City Chicago Toronto Atlanta Charlotte Baltimore Philadelphie East Rutherford Foxborough Chester Gold Cup 2015 (États-Unis) | [[Fichier:Usa edcp (+HI +AK) location map.svg\|715px\|{{#if:\|{{{alt}}}\|Gold Cup 2015 est dans la page États-Unis.]]Carson Glendale Frisco Houston Kansas City Chicago Toronto Atlanta Charlotte Baltimore Philadelphie East Rutherford Foxborough Chester Gold Cup 2015 (États-Unis) | Soldier Field           |
| Capacité : 68,756             | [[Fichier:Usa edcp (+HI +AK) location map.svg\|715px\|{{#if:\|{{{alt}}}\|Gold Cup 2015 est dans la page États-Unis.]]Carson Glendale Frisco Houston Kansas City Chicago Toronto Atlanta Charlotte Baltimore Philadelphie East Rutherford Foxborough Chester Gold Cup 2015 (États-Unis) | [[Fichier:Usa edcp (+HI +AK) location map.svg\|715px\|{{#if:\|{{{alt}}}\|Gold Cup 2015 est dans la page États-Unis.]]Carson Glendale Frisco Houston Kansas City Chicago Toronto Atlanta Charlotte Baltimore Philadelphie East Rutherford Foxborough Chester Gold Cup 2015 (États-Unis) | [[Fichier:Usa edcp (+HI +AK) location map.svg\|715px\|{{#if:\|{{{alt}}}\|Gold Cup 2015 est dans la page États-Unis.]]Carson Glendale Frisco Houston Kansas City Chicago Toronto Atlanta Charlotte Baltimore Philadelphie East Rutherford Foxborough Chester Gold Cup 2015 (États-Unis) | Capacité : 63,500       |
| Groupe A                      | [[Fichier:Usa edcp (+HI +AK) location map.svg\|715px\|{{#if:\|{{{alt}}}\|Gold Cup 2015 est dans la page États-Unis.]]Carson Glendale Frisco Houston Kansas City Chicago Toronto Atlanta Charlotte Baltimore Philadelphie East Rutherford Foxborough Chester Gold Cup 2015 (États-Unis) | [[Fichier:Usa edcp (+HI +AK) location map.svg\|715px\|{{#if:\|{{{alt}}}\|Gold Cup 2015 est dans la page États-Unis.]]Carson Glendale Frisco Houston Kansas City Chicago Toronto Atlanta Charlotte Baltimore Philadelphie East Rutherford Foxborough Chester Gold Cup 2015 (États-Unis) | [[Fichier:Usa edcp (+HI +AK) location map.svg\|715px\|{{#if:\|{{{alt}}}\|Gold Cup 2015 est dans la page États-Unis.]]Carson Glendale Frisco Houston Kansas City Chicago Toronto Atlanta Charlotte Baltimore Philadelphie East Rutherford Foxborough Chester Gold Cup 2015 (États-Unis) | Groupe C                |
|                               | [[Fichier:Usa edcp (+HI +AK) location map.svg\|715px\|{{#if:\|{{{alt}}}\|Gold Cup 2015 est dans la page États-Unis.]]Carson Glendale Frisco Houston Kansas City Chicago Toronto Atlanta Charlotte Baltimore Philadelphie East Rutherford Foxborough Chester Gold Cup 2015 (États-Unis) | [[Fichier:Usa edcp (+HI +AK) location map.svg\|715px\|{{#if:\|{{{alt}}}\|Gold Cup 2015 est dans la page États-Unis.]]Carson Glendale Frisco Houston Kansas City Chicago Toronto Atlanta Charlotte Baltimore Philadelphie East Rutherford Foxborough Chester Gold Cup 2015 (États-Unis) | [[Fichier:Usa edcp (+HI +AK) location map.svg\|715px\|{{#if:\|{{{alt}}}\|Gold Cup 2015 est dans la page États-Unis.]]Carson Glendale Frisco Houston Kansas City Chicago Toronto Atlanta Charlotte Baltimore Philadelphie East Rutherford Foxborough Chester Gold Cup 2015 (États-Unis) |                         |
| Glendale                      | [[Fichier:Usa edcp (+HI +AK) location map.svg\|715px\|{{#if:\|{{{alt}}}\|Gold Cup 2015 est dans la page États-Unis.]]Carson Glendale Frisco Houston Kansas City Chicago Toronto Atlanta Charlotte Baltimore Philadelphie East Rutherford Foxborough Chester Gold Cup 2015 (États-Unis) | [[Fichier:Usa edcp (+HI +AK) location map.svg\|715px\|{{#if:\|{{{alt}}}\|Gold Cup 2015 est dans la page États-Unis.]]Carson Glendale Frisco Houston Kansas City Chicago Toronto Atlanta Charlotte Baltimore Philadelphie East Rutherford Foxborough Chester Gold Cup 2015 (États-Unis) | [[Fichier:Usa edcp (+HI +AK) location map.svg\|715px\|{{#if:\|{{{alt}}}\|Gold Cup 2015 est dans la page États-Unis.]]Carson Glendale Frisco Houston Kansas City Chicago Toronto Atlanta Charlotte Baltimore Philadelphie East Rutherford Foxborough Chester Gold Cup 2015 (États-Unis) | Carson                  |
| University of Phoenix Stadium | [[Fichier:Usa edcp (+HI +AK) location map.svg\|715px\|{{#if:\|{{{alt}}}\|Gold Cup 2015 est dans la page États-Unis.]]Carson Glendale Frisco Houston Kansas City Chicago Toronto Atlanta Charlotte Baltimore Philadelphie East Rutherford Foxborough Chester Gold Cup 2015 (États-Unis) | [[Fichier:Usa edcp (+HI +AK) location map.svg\|715px\|{{#if:\|{{{alt}}}\|Gold Cup 2015 est dans la page États-Unis.]]Carson Glendale Frisco Houston Kansas City Chicago Toronto Atlanta Charlotte Baltimore Philadelphie East Rutherford Foxborough Chester Gold Cup 2015 (États-Unis) | [[Fichier:Usa edcp (+HI +AK) location map.svg\|715px\|{{#if:\|{{{alt}}}\|Gold Cup 2015 est dans la page États-Unis.]]Carson Glendale Frisco Houston Kansas City Chicago Toronto Atlanta Charlotte Baltimore Philadelphie East Rutherford Foxborough Chester Gold Cup 2015 (États-Unis) | StubHub Center          |
| Capacité : 63,400             | [[Fichier:Usa edcp (+HI +AK) location map.svg\|715px\|{{#if:\|{{{alt}}}\|Gold Cup 2015 est dans la page États-Unis.]]Carson Glendale Frisco Houston Kansas City Chicago Toronto Atlanta Charlotte Baltimore Philadelphie East Rutherford Foxborough Chester Gold Cup 2015 (États-Unis) | [[Fichier:Usa edcp (+HI +AK) location map.svg\|715px\|{{#if:\|{{{alt}}}\|Gold Cup 2015 est dans la page États-Unis.]]Carson Glendale Frisco Houston Kansas City Chicago Toronto Atlanta Charlotte Baltimore Philadelphie East Rutherford Foxborough Chester Gold Cup 2015 (États-Unis) | [[Fichier:Usa edcp (+HI +AK) location map.svg\|715px\|{{#if:\|{{{alt}}}\|Gold Cup 2015 est dans la page États-Unis.]]Carson Glendale Frisco Houston Kansas City Chicago Toronto Atlanta Charlotte Baltimore Philadelphie East Rutherford Foxborough Chester Gold Cup 2015 (États-Unis) | Capacité : 30,510       |
| Groupe C                      | [[Fichier:Usa edcp (+HI +AK) location map.svg\|715px\|{{#if:\|{{{alt}}}\|Gold Cup 2015 est dans la page États-Unis.]]Carson Glendale Frisco Houston Kansas City Chicago Toronto Atlanta Charlotte Baltimore Philadelphie East Rutherford Foxborough Chester Gold Cup 2015 (États-Unis) | [[Fichier:Usa edcp (+HI +AK) location map.svg\|715px\|{{#if:\|{{{alt}}}\|Gold Cup 2015 est dans la page États-Unis.]]Carson Glendale Frisco Houston Kansas City Chicago Toronto Atlanta Charlotte Baltimore Philadelphie East Rutherford Foxborough Chester Gold Cup 2015 (États-Unis) | [[Fichier:Usa edcp (+HI +AK) location map.svg\|715px\|{{#if:\|{{{alt}}}\|Gold Cup 2015 est dans la page États-Unis.]]Carson Glendale Frisco Houston Kansas City Chicago Toronto Atlanta Charlotte Baltimore Philadelphie East Rutherford Foxborough Chester Gold Cup 2015 (États-Unis) | Groupe B                |
|                               | [[Fichier:Usa edcp (+HI +AK) location map.svg\|715px\|{{#if:\|{{{alt}}}\|Gold Cup 2015 est dans la page États-Unis.]]Carson Glendale Frisco Houston Kansas City Chicago Toronto Atlanta Charlotte Baltimore Philadelphie East Rutherford Foxborough Chester Gold Cup 2015 (États-Unis) | [[Fichier:Usa edcp (+HI +AK) location map.svg\|715px\|{{#if:\|{{{alt}}}\|Gold Cup 2015 est dans la page États-Unis.]]Carson Glendale Frisco Houston Kansas City Chicago Toronto Atlanta Charlotte Baltimore Philadelphie East Rutherford Foxborough Chester Gold Cup 2015 (États-Unis) | [[Fichier:Usa edcp (+HI +AK) location map.svg\|715px\|{{#if:\|{{{alt}}}\|Gold Cup 2015 est dans la page États-Unis.]]Carson Glendale Frisco Houston Kansas City Chicago Toronto Atlanta Charlotte Baltimore Philadelphie East Rutherford Foxborough Chester Gold Cup 2015 (États-Unis) |                         |
| Houston                       | Toronto | Frisco | Chester | Kansas City             |
| BBVA Compass Stadium          | BMO Field | Toyota Stadium | PPL Park | Sporting Park           |
| Capacité : 22,039             | Capacité : 30,000 | Capacité : 20,500 | Capacité : 18,500 | Capacité : 18,467       |
| Groupe B                      | Groupe B | Groupe A | Match pour la troisième place | Groupe A                |
|                               | | | |                         |

## Premier tour
Tous les horaires données sont à l'heure de l'Est (UTC−04:00).
| Index des couleurs | Index des couleurs                                                                                                   |
| ------------------ | --- |
|                    | Équipes qualifiées pour les quarts de finale - Vainqueurs de groupe - Seconds du groupe - Les 2 meilleurs troisièmes |

### Groupe A
|   | Équipe     | Pts | J | G | N | P | BP | BC | Diff |
| - | ---------- | --- | - | - | - | - | -- | -- | ---- |
| 1 | États-Unis | 7   | 3 | 2 | 1 | 0 | 4  | 2  | +2   |
| 2 | Haïti      | 4   | 3 | 1 | 1 | 1 | 2  | 2  | 0    |
| 3 | Panama     | 3   | 3 | 0 | 3 | 0 | 3  | 3  | 0    |
| 4 | Honduras   | 1   | 3 | 0 | 1 | 2 | 2  | 4  | -2   |

1re journée
| 8 juillet 2015 | Panama       | 1 - 1   | Haïti     | Toyota Stadium, Frisco                               |                                                      |
|                | Quintero 56e | (0 – 0) | 86e Nazon | Spectateurs : 22 357 Arbitrage : Henry Bejarano (en) | Spectateurs : 22 357 Arbitrage : Henry Bejarano (en) |
|                | Rapport      |         |           | Spectateurs : 22 357 Arbitrage : Henry Bejarano (en) | Spectateurs : 22 357 Arbitrage : Henry Bejarano (en) |

| 8 juillet 2015 | États-Unis      | 2 - 1   | Honduras               | Toyota Stadium, Frisco                       |                                              |
|                | Dempsey 25e 64e | (1 - 0) | 70e Carlos Discua (en) | Spectateurs : 22 357 Arbitrage : Cesar Ramos | Spectateurs : 22 357 Arbitrage : Cesar Ramos |
|                | Rapport         |         |                        | Spectateurs : 22 357 Arbitrage : Cesar Ramos | Spectateurs : 22 357 Arbitrage : Cesar Ramos |

2e journée
| 11 juillet 2015 | Honduras  | 1 - 1   | Panama     | Gillette Stadium, Foxborough                  |                                               |
|                 | Najar 81e | (0 - 1) | 20e Tejada | Spectateurs : 46 720 Arbitrage : Marlon Mejia | Spectateurs : 46 720 Arbitrage : Marlon Mejia |
|                 | Rapport   |         |            | Spectateurs : 46 720 Arbitrage : Marlon Mejia | Spectateurs : 46 720 Arbitrage : Marlon Mejia |

| 11 juillet 2015 | États-Unis  | 1 - 0   | Haïti | Gillette Stadium, Foxborough                     |                                                  |
|                 | Dempsey 47e | (0 – 0) |       | Spectateurs : 46 720 Arbitrage : Ricardo Montero | Spectateurs : 46 720 Arbitrage : Ricardo Montero |
|                 | Rapport     |         |       | Spectateurs : 46 720 Arbitrage : Ricardo Montero | Spectateurs : 46 720 Arbitrage : Ricardo Montero |

3e journée
| 14 juillet 2015 | Haïti     | 1 - 0   | Honduras | Sporting Park, Kansas City                    |                                               |
|                 | Nazon 13e | (1 - 0) |          | Spectateurs : 18 467 Arbitrage : Joel Aguilar | Spectateurs : 18 467 Arbitrage : Joel Aguilar |
|                 | Rapport   |         |          | Spectateurs : 18 467 Arbitrage : Joel Aguilar | Spectateurs : 18 467 Arbitrage : Joel Aguilar |

| 14 juillet 2015 | Panama    | 1 - 1   | États-Unis  | Sporting Park, Kansas City                             |                                                        |
|                 | Pérez 33e | (1 - 0) | 54e Bradley | Spectateurs : 18 467 Arbitrage : Roberto García Orozco | Spectateurs : 18 467 Arbitrage : Roberto García Orozco |
|                 | Rapport   |         |             | Spectateurs : 18 467 Arbitrage : Roberto García Orozco | Spectateurs : 18 467 Arbitrage : Roberto García Orozco |

### Groupe B
|   | Équipe     | Pts | J | G | N | P | BP | BC | Diff |
| - | ---------- | --- | - | - | - | - | -- | -- | ---- |
| 1 | Jamaïque   | 7   | 3 | 2 | 1 | 0 | 4  | 2  | +2   |
| 2 | Costa Rica | 3   | 3 | 0 | 3 | 0 | 3  | 3  | 0    |
| 3 | Salvador   | 2   | 3 | 0 | 2 | 1 | 1  | 2  | -1   |
| 4 | Canada     | 2   | 3 | 0 | 2 | 1 | 0  | 1  | -1   |

1re journée
2e journée
| 12 juillet 2015 | Jamaïque     | 1 - 0   | Canada | BBVA Compass Stadium, Houston                   |                                                 |
|                 | Austin 90+2e | (0 - 0) |        | Spectateurs : 22 017 Arbitrage : Yadel Martinez | Spectateurs : 22 017 Arbitrage : Yadel Martinez |
|                 | Rapport      |         |        | Spectateurs : 22 017 Arbitrage : Yadel Martinez | Spectateurs : 22 017 Arbitrage : Yadel Martinez |

| 12 juillet 2015 | Costa Rica | 1 - 1   | Salvador    | BBVA Compass Stadium, Houston                 |                                               |
|                 | Ruiz 61e   | (0 - 0) | 90+1e Corea | Spectateurs : 22 017 Arbitrage : Jair Marrufo | Spectateurs : 22 017 Arbitrage : Jair Marrufo |
|                 | Rapport    |         |             | Spectateurs : 22 017 Arbitrage : Jair Marrufo | Spectateurs : 22 017 Arbitrage : Jair Marrufo |

3e journée
| 15 juillet 2015 | Jamaïque     | 1 - 0   | Salvador | BMO Field, Toronto                            |                                               |
|                 | McCleary 71e | (0 - 0) |          | Spectateurs : 16 674 Arbitrage : Walter Lopez | Spectateurs : 16 674 Arbitrage : Walter Lopez |
|                 | Rapport      |         |          | Spectateurs : 16 674 Arbitrage : Walter Lopez | Spectateurs : 16 674 Arbitrage : Walter Lopez |

| 15 juillet 2015 | Canada  | 0 - 0   | Costa Rica | BMO Field, Toronto                                     |                                                        |
|                 |         | (0 - 0) |            | Spectateurs : 16 674 Arbitrage : Héctor Rodríguez (en) | Spectateurs : 16 674 Arbitrage : Héctor Rodríguez (en) |
|                 | Rapport |         |            | Spectateurs : 16 674 Arbitrage : Héctor Rodríguez (en) | Spectateurs : 16 674 Arbitrage : Héctor Rodríguez (en) |

### Groupe C
|   | Équipe            | Pts | J | G | N | P | BP | BC | Diff |
| - | ----------------- | --- | - | - | - | - | -- | -- | ---- |
| 1 | Trinité-et-Tobago | 7   | 3 | 2 | 1 | 0 | 9  | 5  | +4   |
| 2 | Mexique           | 5   | 3 | 1 | 2 | 0 | 10 | 4  | +6   |
| 3 | Cuba              | 3   | 3 | 1 | 0 | 2 | 1  | 8  | -7   |
| 4 | Guatemala         | 1   | 3 | 0 | 1 | 2 | 1  | 4  | -3   |

1re journée
| 10 juillet 2015 | Trinité-et-Tobago                    | 3 - 1   | Guatemala | Soldier Field, Chicago                      |                                             |
|                 | Bateau 11e · Cato 14e · J. Jones 26e | (3 - 0) | 62e Ruiz  | Spectateurs : 54 126 Arbitrage : Jhon Pitti | Spectateurs : 54 126 Arbitrage : Jhon Pitti |
|                 | Rapport                              |         |           | Spectateurs : 54 126 Arbitrage : Jhon Pitti | Spectateurs : 54 126 Arbitrage : Jhon Pitti |

| 10 juillet 2015 | Mexique                                                     | 6 - 0   | Cuba | Soldier Field, Chicago                          |                                                 |
|                 | Peralta 16e 36e 61e · Vela 22e · Guardado 43e · Giovani 76e | (4 - 0) |      | Spectateurs : 54 126 Arbitrage : Walter Quesada | Spectateurs : 54 126 Arbitrage : Walter Quesada |
|                 | Rapport                                                     |         |      | Spectateurs : 54 126 Arbitrage : Walter Quesada | Spectateurs : 54 126 Arbitrage : Walter Quesada |

2e journée
| 13 juillet 2015 | Trinité-et-Tobago        | 2 - 0   | Cuba | University of Phoenix Stadium, Glendale       |                                               |
|                 | Bateau 17e · Boucaud 41e | (2 - 0) |      | Spectateurs : 62 910 Arbitrage : David Gantar | Spectateurs : 62 910 Arbitrage : David Gantar |
|                 | Rapport                  |         |      | Spectateurs : 62 910 Arbitrage : David Gantar | Spectateurs : 62 910 Arbitrage : David Gantar |

| 13 juillet 2015 | Guatemala | 0 - 0   | Mexique | University of Phoenix Stadium, Glendale         |                                                 |
|                 |           | (0 - 0) |         | Spectateurs : 62 910 Arbitrage : Armando Castro | Spectateurs : 62 910 Arbitrage : Armando Castro |
|                 | Rapport   |         |         | Spectateurs : 62 910 Arbitrage : Armando Castro | Spectateurs : 62 910 Arbitrage : Armando Castro |

3e journée
| 16 juillet 2015 | Cuba      | 1 - 0   | Guatemala | Bank of America Stadium, Charlotte             |                                                |
|                 | Reyes 72e | (0 - 0) |           | Spectateurs : 55 823 Arbitrage : Elmer Bonilla | Spectateurs : 55 823 Arbitrage : Elmer Bonilla |
|                 | Rapport   |         |           | Spectateurs : 55 823 Arbitrage : Elmer Bonilla | Spectateurs : 55 823 Arbitrage : Elmer Bonilla |

| 16 juillet 2015 | Mexique                                                  | 4 - 4   | Trinité-et-Tobago                                | Bank of America Stadium, Charlotte           |                                              |
|                 | Aguilar 32e · Vela 51e · Guardado 88e · Jones 90+1 c.s.c | (1 - 0) | 55e 66e Cummings · 58e K. Jones · 90+4e Marshall | Spectateurs : 55 823 Arbitrage : Mark Geiger | Spectateurs : 55 823 Arbitrage : Mark Geiger |
|                 | Rapport                                                  |         |                                                  | Spectateurs : 55 823 Arbitrage : Mark Geiger | Spectateurs : 55 823 Arbitrage : Mark Geiger |

### Meilleurs troisièmes
Les deux meilleurs troisièmes de groupe sont repêchés pour les quarts-de-finale.    
| Groupe | Équipe   | Pts | J | G | N | P | Bp | Bc | Diff |
| ------ | -------- | --- | - | - | - | - | -- | -- | ---- |
| A      | Panama   | 3   | 3 | 0 | 3 | 0 | 3  | 3  | 0    |
| C      | Cuba     | 3   | 3 | 1 | 0 | 2 | 1  | 8  | -7   |
| B      | Salvador | 2   | 3 | 0 | 2 | 1 | 1  | 2  | -1   |

## Tableau final
|  | Quarts de finale    | Quarts de finale    | Quarts de finale | Quarts de finale |              |              | Demi-finales | Demi-finales | Demi-finales                  | Demi-finales                  |                               |                               | Finale      | Finale      | Finale      | Finale      |
|  |                     |                     |                  |                  |              |              |              |              |                               |                               |                               |                               |             |             |             |             |
|  | 018 juillet         | 018 juillet         | 018 juillet      | 018 juillet      |              |              | 023 juillet  | 023 juillet  | 023 juillet                   | 023 juillet                   |                               |                               | 027 juillet | 027 juillet | 027 juillet | 027 juillet |
|  | 018 juillet         | 018 juillet         | 018 juillet      | 018 juillet      |              |              | 023 juillet  | 023 juillet  | 023 juillet                   | 023 juillet                   |                               |                               | 027 juillet | 027 juillet | 027 juillet | 027 juillet |
|  | 0 États-Unis        | 0 États-Unis        | 6                | 6                |              |              | 023 juillet  | 023 juillet  | 023 juillet                   | 023 juillet                   |                               |                               | 027 juillet | 027 juillet | 027 juillet | 027 juillet |
|  | 0 États-Unis        | 0 États-Unis        | 6                | 6                |              |              | 023 juillet  | 023 juillet  | 023 juillet                   | 023 juillet                   |                               |                               | 027 juillet | 027 juillet | 027 juillet | 027 juillet |
|  | 0 Cuba              | 0 Cuba              | 0                | 0                |              |              | 023 juillet  | 023 juillet  | 023 juillet                   | 023 juillet                   |                               |                               | 027 juillet | 027 juillet | 027 juillet | 027 juillet |
|  | 0 Cuba              | 0 Cuba              | 0                | 0                | 0 États-Unis | 0 États-Unis | 1            | 1            |                               |                               |                               |                               | 027 juillet | 027 juillet | 027 juillet | 027 juillet |
|  | 019 juillet         |                     |                  |                  | 0 États-Unis | 0 États-Unis | 1            | 1            |                               |                               |                               |                               | 027 juillet | 027 juillet | 027 juillet | 027 juillet |
|  |                     |                     | 0 Jamaïque       | 0 Jamaïque       | 2            | 2            |              |              |                               |                               |                               |                               | 027 juillet | 027 juillet | 027 juillet | 027 juillet |
|  | 0 Haïti             | 0 Haïti             | 0 Jamaïque       | 0 Jamaïque       | 2            | 2            | 0            | 0            |                               |                               |                               |                               | 027 juillet | 027 juillet | 027 juillet | 027 juillet |
|  | 0 Haïti             | 0 Haïti             | 023 juillet      |                  |              |              | 0            | 0            |                               |                               |                               |                               | 027 juillet | 027 juillet | 027 juillet | 027 juillet |
|  | 0 Jamaïque          | 0 Jamaïque          | 1                | 1                |              |              |              |              |                               |                               |                               |                               | 027 juillet | 027 juillet | 027 juillet | 027 juillet |
|  | 0 Jamaïque          | 0 Jamaïque          | 1                | 1                | 0 Jamaïque   | 0 Jamaïque   | 1            | 1            |                               |                               |                               |                               |             |             |             |             |
|  | 019 juillet         |                     |                  |                  | 0 Jamaïque   | 0 Jamaïque   | 1            | 1            |                               |                               |                               |                               |             |             |             |             |
|  |                     |                     | 0 Mexique        | 0 Mexique        | 3            | 3            |              |              |                               |                               |                               |                               |             |             |             |             |
|  | 0 Trinité-et-Tobago | 0 Trinité-et-Tobago | 0 Mexique        | 0 Mexique        | 3            | 3            | 1ap (5)      | 1ap (5)      |                               |                               |                               |                               |             |             |             |             |
|  | 0 Trinité-et-Tobago | 0 Trinité-et-Tobago |                  |                  |              |              |              |              |                               |                               |                               |                               |             |             |             |             |
|  | 0 Panama            | 0 Panama            | 1 tab(6)         | 1 tab(6)         |              |              |              |              |                               |                               |                               |                               |             |             |             |             |
|  | 0 Panama            | 0 Panama            | 1 tab(6)         | 1 tab(6)         | 0 Panama     | 0 Panama     | 1            | 1            | Match pour la troisième place | Match pour la troisième place | Match pour la troisième place | Match pour la troisième place |             |             |             |             |
|  | 020 juillet         |                     |                  |                  | 0 Panama     | 0 Panama     | 1            | 1            | Match pour la troisième place | Match pour la troisième place | Match pour la troisième place | Match pour la troisième place |             |             |             |             |
|  |                     |                     | 0 Mexique        | 0 Mexique        | 2 ap         | 2 ap         |              |              | 025 juillet                   | 025 juillet                   | 025 juillet                   | 025 juillet                   |             |             |             |             |
|  | 0 Mexique           | 0 Mexique           | 0 Mexique        | 0 Mexique        | 2 ap         | 2 ap         | 1 ap         | 1 ap         | 025 juillet                   | 025 juillet                   | 025 juillet                   | 025 juillet                   |             |             |             |             |
|  | 0 Mexique           | 0 Mexique           |                  |                  |              |              |              | 1 ap         |                               |                               | 0 États-Unis                  | 0 États-Unis                  | 1ap (2)     | 1ap (2)     |             |             |
|  | 0 Costa Rica        | 0 Costa Rica        | 0                | 0                |              |              |              |              |                               |                               | 0 États-Unis                  | 0 États-Unis                  | 1ap (2)     | 1ap (2)     |             |             |
|  | 0 Costa Rica        | 0 Costa Rica        | 0                | 0                | 0 Panama     | 0 Panama     | 1 tab(3)     | 1 tab(3)     |                               |                               |                               |                               |             |             |             |             |
|  |                     |                     |                  |                  |              |              |              |              |                               |                               |                               |                               |             |             |             |             |

### Quarts-de-finale
| 18 juillet 2015 | États-Unis                                                             | 6 - 0   | Cuba | M&T Bank Stadium, Baltimore                          |                                                      |
|                 | Dempsey 4e 63e (pen.) 78e · Zardes 15e · Jóhannsson 32e · Gonzalez 45e | (4 - 0) |      | Spectateurs : 37 994 Arbitrage : Henry Bejarano (en) | Spectateurs : 37 994 Arbitrage : Henry Bejarano (en) |
|                 | Rapport                                                                |         |      | Spectateurs : 37 994 Arbitrage : Henry Bejarano (en) | Spectateurs : 37 994 Arbitrage : Henry Bejarano (en) |

| 19 juillet 2015 | Haïti   | 0 - 1   | Jamaïque  | M&T Bank Stadium, Baltimore                     |                                                 |
|                 |         | (0 - 1) | Barnes 7e | Spectateurs : 37 994 Arbitrage : Walter Quesada | Spectateurs : 37 994 Arbitrage : Walter Quesada |
|                 | Rapport |         |           | Spectateurs : 37 994 Arbitrage : Walter Quesada | Spectateurs : 37 994 Arbitrage : Walter Quesada |

| 19 juillet 2015                                                                         | Trinité-et-Tobago | 1 - 1 a.p.                                                                               | Panama     | MetLife Stadium, East Rutherford                            |                                                             |
|                                                                                         | K. Jones 53e      | (0 - 1)                                                                                  | Tejada 36e | Spectateurs : 74 187 Arbitrage : Héctor Francisco Rodríguez | Spectateurs : 74 187 Arbitrage : Héctor Francisco Rodríguez |
|                                                                                         | Rapport           |                                                                                          |            | Spectateurs : 74 187 Arbitrage : Héctor Francisco Rodríguez | Spectateurs : 74 187 Arbitrage : Héctor Francisco Rodríguez |
| Guerra · Bateau · J. Jones · Williams · K. Jones · Abu Bakr · Cyrus · Boucaud · Peltier | Tirs au but 5–6   | R. Torres · G. Torres · Davis · Arroyo · Cooper · Cummings · Quintero · Pérez · Pimentel |            | Spectateurs : 74 187 Arbitrage : Héctor Francisco Rodríguez | Spectateurs : 74 187 Arbitrage : Héctor Francisco Rodríguez |

| 20 juillet 2015 | Mexique                | 1 - 0 a.p | Costa Rica | MetLife Stadium, East Rutherford              |                                               |
|                 | Guardado 120+4e (pen.) | (0 - 0)   |            | Spectateurs : 74 187 Arbitrage : Walter Lopez | Spectateurs : 74 187 Arbitrage : Walter Lopez |
|                 | Rapport                |           |            | Spectateurs : 74 187 Arbitrage : Walter Lopez | Spectateurs : 74 187 Arbitrage : Walter Lopez |

### Demi-finales
| 23 juillet 2015 | États-Unis  | 1 - 2   | Jamaïque                  | Georgia Dome, Atlanta       |                             |
|                 | Bradley 48e | (0 - 2) | Mattocks 30e · Barnes 36e | Arbitrage : Ricardo Montero | Arbitrage : Ricardo Montero |
|                 | Rapport     |         |                           | Arbitrage : Ricardo Montero | Arbitrage : Ricardo Montero |

| 23 juillet 2015 | Panama     | 1 - 2 a.p | Mexique                              | Georgia Dome, Atlanta   |                         |
|                 | Torres 56e | (0 - 0)   | Guardado 90+10e (pen.) 105+1e (pen.) | Arbitrage : Mark Geiger | Arbitrage : Mark Geiger |
|                 | Rapport    |           |                                      | Arbitrage : Mark Geiger | Arbitrage : Mark Geiger |

### Match pour la3eplace
| 25 juillet 2015                                    | États-Unis      | 1 - 1 a.p.                             | Panama    | PPL Park, Chester         |                           |
|                                                    | Dempsey 70e     | (0 - 0)                                | Nurse 54e | Arbitrage : Oscar Moncada | Arbitrage : Oscar Moncada |
|                                                    | Rapport         |                                        |           | Arbitrage : Oscar Moncada | Arbitrage : Oscar Moncada |
| Jóhannsson · Dempsey · Johnson · Bradley · Beasley | Tirs au but 2–3 | R. Torres · Arroyo · Cooper · Cummings |           | Arbitrage : Oscar Moncada | Arbitrage : Oscar Moncada |

### Finale
| 27 juillet 2015 | Jamaïque     | 1 - 3   | Mexique                                 | Lincoln Financial Field, Philadelphie |  |
|                 | Mattocks 79e | (0 - 1) | Guardado 30e · Corona 46e · Peralta 61e |                                       |  |

## Statistiques et récompenses

### Classement des buteurs
7 buts
- Clint Dempsey

6 buts
- Andrés Guardado

4 buts
- Oribe Peralta

2 buts
- Duckens Nazon
- Garath McCleary
- Giles Barnes
- Darren Mattocks
- Carlos Vela
- Sheldon Bateau
- Keron Cummings
- Kenwyne Jones
- Luis Tejada
- Michael Bradley

1 but
- Roy Miller
- David Ramírez
- Bryan Ruiz
- Maikel Reyes
- Dustin Corea
- Carlos Ruiz
- Carlos Discua
- Andy Najar
- Rodolph Austin
- Jobi McAnuff
- Giovani dos Santos
- Paul Aguilar
- Jesús Manuel Corona
- Blas Pérez
- Alberto Quintero
- Román Torres
- Roberto Nurse
- Andre Boucaud
- Cordell Cato
- Joevin Jones
- Yohance Marshall
- Gyasi Zardes
- Aron Jóhannsson
- Omar Gonzalez

Buts contre son camp
1 but
- Kenwyne Jones (pour le Mexique)

### Récompenses
- Meilleur joueur:  Andrés Guardado
- Meilleur buteur:  Clint Dempsey
- Meilleur jeune joueur:  Jesús Manuel Corona
- Meilleur gardien:  Brad Guzan
- Prix du fair-play:  Jamaïque